# قديل
قديل بلدية قديل أحد أكبر بلديات ولاية وهران عاصمتها الادراية هي قديل الواقعة تقريبا وسط البلدية بتضاريس خلابة أي كثرة الجبال الغابية بالإضافة إلى انها من البلديات الساحلية التي تطل على البحر الأبيض المتوسط بحيث توجد أحد أجمل القرى السيايحة هناك التي تدعى كريشتل وبدورها تعتبر أحد الموانئ المهمة وقديل البلدية التي تحمل رقم 9 حسب التقسيم الادراي لولاية وهران
المناخ 
تعتبر قديل إحدى المدن التي تمتلك مناخ متوسطي ففي الشتاء تسقط الأمطار بكميات معتبرة ووفيرة مع ارتفاع الرطوبة وكثرة الرياح وصيف حار نوعا ما مع ارتفاع الرطوبة وسقوط أمطار قليلا وبشكل نادر صيفا 
قديل اليوم
قديل اليوم أو قديل المعاصرة التي تشتهر بكثرة المحلات وكثرة المرافق التي لا يستطيع الإنسان الاستغناء عنها كالمستشفيات والحدائق العمومية ونلاحظ تسوع مدينة قديل التي بدأت السكنات والعمارات تجتاحها ووفرة المواصلات التي تجوب شوارعها يوما بعد يوما والطرقات السليمة 
قديل من حيث التضاريس 
قديل من المدن التي تغلب عليها التضاريس فهناك أحياء قائمة فوق الجبل مثل حي الحمار في قديل بالإضافة إلى وجود غابة توجد بها مياه حلوة تعتبر مركز لجلب المياة الحلوة التي بات سكان قديل لا يقومون بنشطاتهم اليومية بدونها